# 도살자 (1970년 영화)
《도살자》(프랑스어: Le Boucher)는 1970년 개봉한 프랑스의 스릴러 영화이다. 클로드 샤브롤이 감독과 각본을 맡았다.

## 출연

### 주연
- 스테판 오드랑
- 장 얀느
- 안토니오 파살리아

## 기타
- 미술: 가이 리타에
- 의상: 조셉 푸라드